# Acerotella oblongisubcostaliceps
Acerotella oblongisubcostaliceps är en stekelart som först beskrevs av Szabó 1981.  Acerotella oblongisubcostaliceps ingår i släktet Acerotella och familjen gallmyggesteklar. Inga underarter finns listade i Catalogue of Life.